# Ende schlecht, alles gut
Pour plus de détails, voir Fiche technique et Distribution.
Ende schlecht, alles gut (titre français : Tout est bien qui finit bien) est un film hongrois réalisé par Fritz Schulz (de) sorti en 1934.
Les rôles principaux, comme Szőke Szakáll, sont interprétés en allemand par des comédiens juifs hongrois qui étaient populaires en Allemagne pendant la République de Weimar et qui ont dû quitter le pays après l'arrivée au pouvoir d'Hitler et sont temporairement rentrés chez eux à Budapest. L'histoire est basée sur la pièce de théâtre du même nom (1933) de Siegfried Geyer.

## Synopsis
Le vieil Anton Polgar a mené une vie honnête, mais pas vraiment luxueuse, en tant que marchand de papier dans les provinces hongroises et il vieillit peu à peu. Ses deux fils Viktor et Ferry, qui habitent loin et lui rendent visite un jour, semblent visiblement un peu honteux de ses humbles origines car, devenus riches et distingués dans la grande ville, ils ne veulent pas que leur père continue à travailler dur à la maison avec de si petites choses. Viktor Polgar envisage également d'épouser une vraie baronne, et un marchand de papier comme beau-père ne lui semble pas approprié. Sans plus attendre, ils font venir Anton, et l'homme toujours très vif et occupé, qui ne peut vivre correctement sans travail, est désormais contraint de se tourner vers une douce oisiveté. Anton n'aime pas du tout cela, alors il s'essaie rapidement à un nouveau domaine d'activité : il est embauché comme directeur général dans une boutique spécialisée dans l'artisanat qui ne semble pas prospérer et fait redémarrer la boutique.
Anton n'est pas le seul nouveau venu dans la métropole : la jeune et bonne fille de boulanger Eva Dobos, originaire de la même petite ville qu'Anton, est également venue ici parce qu'elle est tombée amoureuse de Ferry Polgar lors de la visite de Viktor et du père de Ferry. Le bonheur entre les deux serait presque insupportable sans la danseuse fougueuse et jalouse Lilly, qui se tient entre Ferry et Eva comme la tentation incarnée. Bien sûr, toutes sortes de complications et de malentendus surgissent rapidement entre ces trois-là, et Ferry doit faire un effort pour ramener son Eva un temps perdue. Pendant ce temps, la noblesse délibérée de Ferry et Viktor conduit Viktor à tenter d'obtenir un prêt par la fraude à l'insu de Ferry. Bien sûr, cela tourne vite mal. Le vieux Polgar le découvre, mais n'a aucune idée que Viktor est impliqué dans l'affaire. Seule Eva a de la perspicacité et peut contrecarrer la transaction de Viktor. Même si elle a désormais empêché Viktor Polgar de devenir un criminel, les deux frères sont désormais fauchés. Cependant, Viktor a non seulement perdu son argent, mais aussi la baronne, qui ne s'intéresse plus à lui. Les conséquences : le garçon gagne sa vie en tant qu'employé de son père dans sa nouvelle entreprise, et Ferry part à la découverte du grand monde avec Eva à la recherche du bonheur pour eux deux. Conclusion : mTout est bien qui finit bien.

## Fiche technique
- Titre original : Ende schlecht, alles gut
- Réalisation : Fritz Schulz (de)
- Scénario : Géza von Cziffra, Siegfried Geyer, Melchior Lengyel, Rudolf Österreicher
- Musique : Nicholas Brodszky
- Direction artistique : Márton Vincze (hu)
- Photographie : István Eiben
- Son : Endre Renner
- Montage : László Kardos
- Production : Andor Zsoldos (hu)
- Société de production : Thalia Film
- Pays d'origine :  Hongrie
- Langue : allemand
- Format : Noir et blanc - 1,37:1 - Mono - 35 mm
- Genre : Comédie
- Durée : 84 minutes
- Dates de sortie :
  - Autriche : 28 décembre 1934.
  - États-Unis : 5 février 1935.
  - France : 19 juin 1936[1].

## Distribution
- Szőke Szakáll : Anton Polgar
- György Dénes (hu) : Viktor, son premier fils
- Ernő Verebes (hu) : Ferry, son deuxième fils
- Rosy Barsony : Eva, la fille du boulanger
- Tibor Halmay (hu) : Fekete, professeur de danse
- Charles Puffy : Le voisin de Polgar
- Mici Erdélyi (hu) :  Lilly, une danseuse
- Kató Kiraly : la baronne
- Adolf Edgar Licho : l'homme d'affaires

## Production
Ende schlecht, alles gut est tourné en juillet 1934 dans les studios Hunnia à Budapest.
Une version hongroise du film fut également réalisée sous le titre Helyet az öregeknek avec les mêmes acteurs, qui sortit en salles le 29 novembre 1934.